# 平壤速度

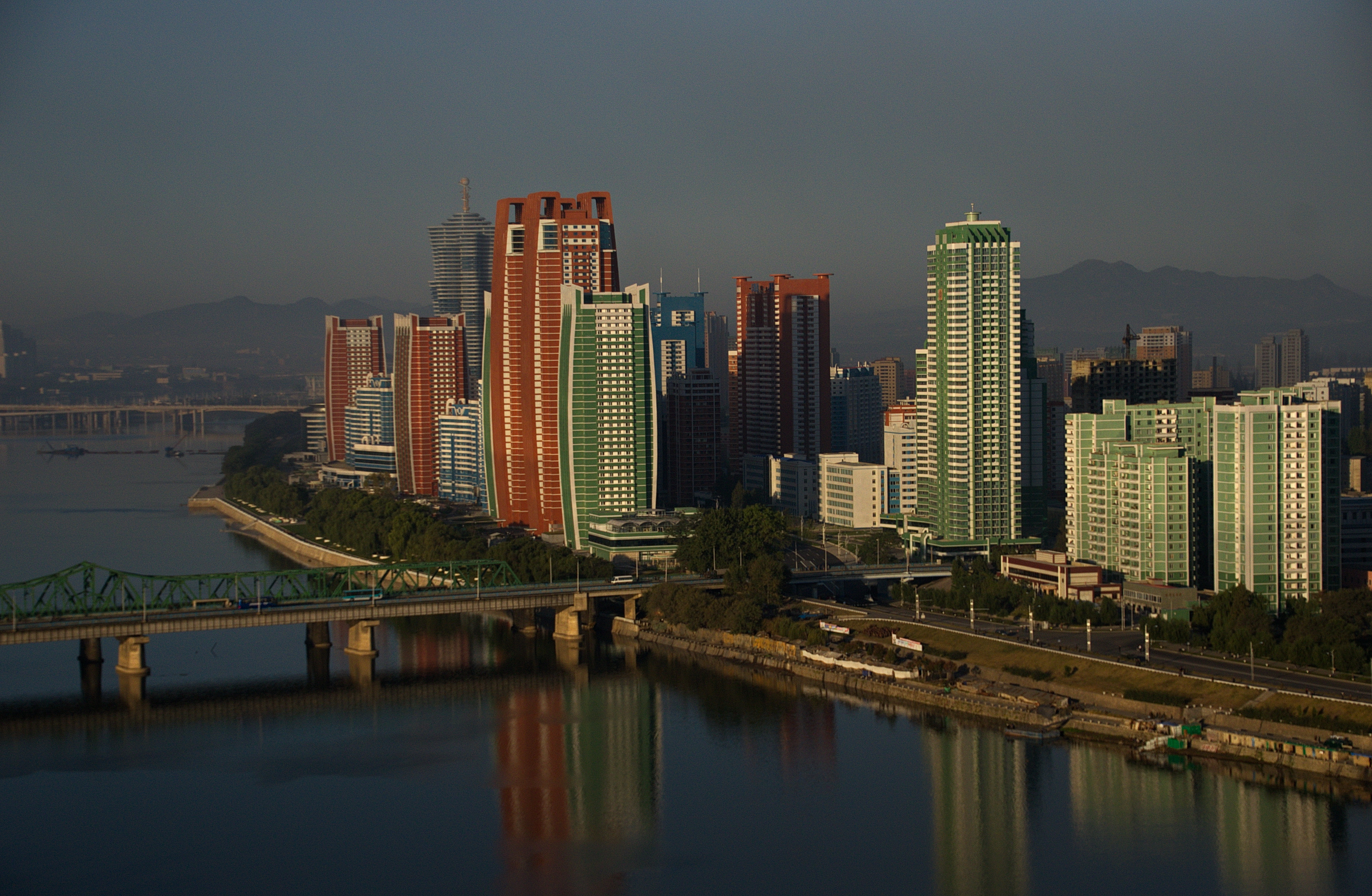
位於平壤市中區域的未來科學家大街是其一一項以「平壤速度」完成的工程

平壤速度（朝鲜语：／ P'yŏngyangsokto）是一句朝鮮民主主義人民共和國的政治口號，意指極速地完成某個生產指標。該口號源於1958年，即韓戰後平壤僅用一年時間完成重建。據官方出版的《領導朝鮮七十年》一書指，該年平壤用了7000戶的材料興建2萬多間房屋，泥水匠用一天時間就能抹好一間住屋。此外直至1961年千里馬運動取得成功後，「平壤速度」一詞成為極速完成某生產指標的口號。金正恩成為朝鮮最高領導人後此口號再次被提出。其中，未來科學家大街、黎明大街的興建和平壤順安國際機場的擴建都被官方稱為「平壤速度」的工程。然而，由於這些工程都以異常快的速度完成，故被南韓的傳媒懷疑這些工程的品質。

## 資料來源
1. 1 2  . Encyclopedia of Korea Culture.   [2017-10-11]. （原始内容存档于2017-10-12）.
2. ↑  JH, Ahn. . NK News. 2015-08-07  [2017-10-11]. （原始内容存档于2017-10-12）.
3. ↑  崔秀男、朴錦順、安英著，金蓮順譯. . 朝鮮外文出版社. 2016: 43. ISBN 978-9946-0-1455-5.
4. ↑  . 朝鮮中央通訊社. 2016-04-05  [2023-01-12].
5. ↑  . KBS NEWS.   [2016-09-29]. （原始内容存档于2016-10-02）.